# Port lotniczy Kouvola
Port lotniczy Kouvola (IATA: UTI, ICAO: EFUT) – wojskowy port lotniczy położony 13 kilometrów na wschód od centrum Kouvola w Utti, w Finlandii.